# Liste der Baudenkmäler in Essing
Auf dieser Seite sind die Baudenkmäler in dem niederbayerischen Markt Essing zusammengestellt. Diese Tabelle ist eine Teilliste der Liste der Baudenkmäler in Bayern. Grundlage ist die Bayerische Denkmalliste, die auf Basis des Bayerischen Denkmalschutzgesetzes vom 1. Oktober 1973 erstmals erstellt wurde und seither durch das Bayerische Landesamt für Denkmalpflege geführt wird. Die folgenden Angaben ersetzen nicht die rechtsverbindliche Auskunft der Denkmalschutzbehörde.

## Ensembles

### Ensemble Ortskern Essing

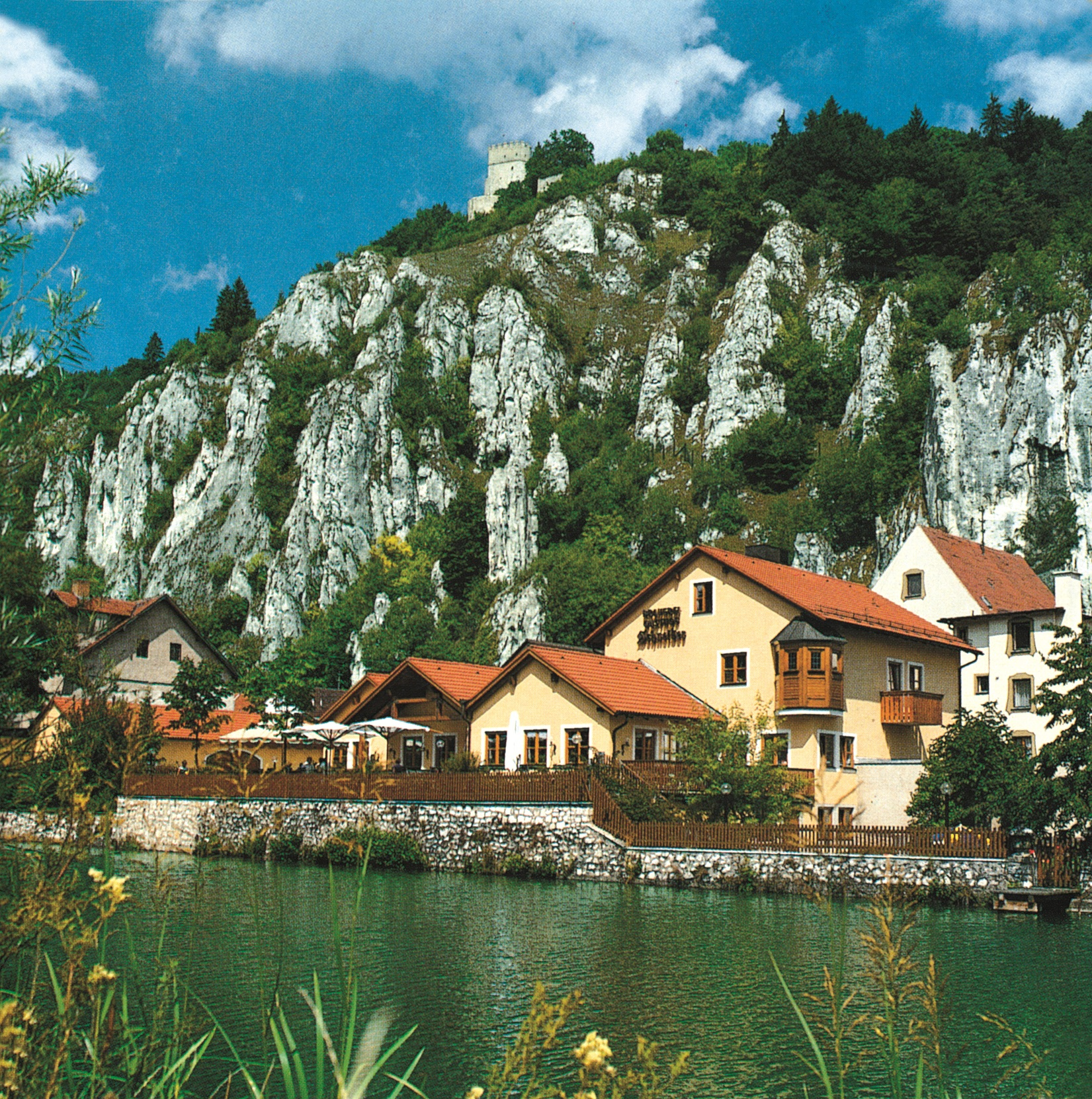
Essing mit Burgruine Randeck

Das Ensemble umfasst den kleinen Marktort Essing im Altmühltal in den Grenzen seiner historischen Bebauung sowie die hoch über dem Ort, malerisch über einem Dolomitfelsen aufragende Burgruine Randeck. Die Höhenburg war jahrhundertelang Herrschaftszentrum der kleinen Herrschaft Randeck, die vom 13. Jahrhundert bis 1485 im Besitz der Grafen von Abensberg war, danach an die bayerischen Herzöge gelangte und von diesen weiter verliehen wurde.
Aus der Abensberger-Zeit sind der Bergfried, Reste des Palas, der Ringmauern und der Gräben erhalten. Die wichtigste Siedlung der Herrschaft war der 976 zuerst erwähnte Ort Essing, der sich auf dem sehr schmalen linken Altmühlufer, unmittelbar am Fuß des hohen Burgfelsens und im Zuge der alten Talstraße, entfaltete und 1336 durch Ludwig den Bayern Marktrechte erhielt. Seine etwa 60 Anwesen ordnen sich einem einzigen, 465 m langen, gepflasterten, schmalen Straßenzug zu (Oberer Markt/Unterer Markt), der allerdings im südlichen Teil eine parallellverlaufende Gasse besitzt, durch welche in der Regel Wirtschaftsgebäude erschlossen werden.
Der sehr kleine Marktplatz ist nur eine rechteckige Erweiterung des Oberen Marktes; sein Platzbild wird bestimmt durch den Treppengiebelbau des Rathauses und durch das Brückentor, das den Zugang zum Ort von der Altmühlbrücke her sicherte. Längs der Altmühl bedurfte es keiner besonderen Befestigungsanlagen, doch bestanden am Nord- und am Südende der Marktstraße bis in das 19. Jahrhundert Tortürme, deren anschließende, in den Burgfelsen eingreifende Befestigungsmauern in Resten noch vorhanden sind und die genaue ursprüngliche Ausdehnung des Marktes anzeigen.
Besondere Bedeutung gewann Essing durch die Gründung des Hl.Geist-Stifts 1359, dessen Bauten den Eingang in den Unteren Markt noch bestimmen. In die Stiftskapelle wurde 1378 die Pfarrei von dem nahen Ort Altessing verlegt. Nachfolger dieser Kapelle ist die barocke Pfarr- und ehemalige Stiftskirche, Nachfolger des mittelalterlichen Kapitelhauses der jetzige, 1630 erbaute Pfarrhof, den 1672 die Jesuiten – zugleich als Inhaber der Herrschaft Randeck – 1776 die Malteser bezogen.
Bei den bürgerlichen Bauten handelt es sich meist um ein- oder zweigeschossige verputzte Giebelhäuser des 18. und 19. Jahrhunderts, viele davon an ihren Flachsatteldächern noch als Jura-Häuser erkennbar. In der Zuordnung dieser meist bescheidenen Bauten zum Rathaus und zu Kirche und Pfarrhof werden ebenso wie in der Zuordnung des kleinen Marktortes zur hochgelegenen Burg der Herrschaftsinhaber politische, soziale und wirtschaftliche Vorgänge des Mittelalters und der frühen Neuzeit anschaulich.
Aktennummer: E-2-73-121-1

## Baudenkmäler nach Ortsteilen

### Essing
| Lage                                      | Objekt | Beschreibung | Akten-Nr.              | Bild |
| ----------------------------------------- | --- | --- | ---------------------- | --- |
| Holzbrücke (Standort)                     | Pfeilerbrücke | Hölzerne Pfeilerbrücke über die Altmühl beim Markttor, 17./18. Jahrhundert, mehrfach erneuert                               | D-2-73-121-13 Wikidata | Pfeilerbrücke |
| Altmühlgasse 2 (Standort)                 | Wohnhaus | Erdgeschossiger Traufseitbau mit Zwerchgiebel, 18./frühes 19. Jahrhundert                                                   | D-2-73-121-1 Wikidata  | Wohnhaus |
| Altmühlgasse 2; Marktplatz 2 (Standort)   | Marktbrunnen | Sandsteintrog, wohl 17. Jahrhundert; bis 1974 im Pfarrhof                                                                   | D-2-73-121-3 Wikidata  | Marktbrunnen |
| Marktplatz 1 (Standort)                   | Rathaus | Zweigeschossig über hohem Kellergeschoss, mit Treppengiebel und Kalkplattendach, wohl spätmittelalterlich, 1872 aufgestockt | D-2-73-121-4 Wikidata  | weitere Bilder |
| Marktplatz 2 (Standort)                   | Torturm | Spätmittelalterlich | D-2-73-121-5 Wikidata  | weitere Bilder |
| Oberer Markt, bei Nr. 28 (Standort)       | Rest der ehemaligen Marktbefestigung                                                                                        | Spätmittelalterlich | D-2-73-121-6 Wikidata  | Rest der ehemaligen Marktbefestigung                                                                                        |
| Unterer Markt, bei der Kirche. (Standort) | Bildstock, dreieckiger Gebäudezwickel zwischen Pfarrkirche und Pfarrhof mit Holzfigur des hl. Joseph in rundbogiger Nische. | Um 1711 | D-2-73-121-12 Wikidata | Bildstock, dreieckiger Gebäudezwickel zwischen Pfarrkirche und Pfarrhof mit Holzfigur des hl. Joseph in rundbogiger Nische. |
| Unterer Markt 20 (Standort)               | Wohnhaus | Erdgeschossig mit Steilsatteldach, 17./18. Jahrhundert                                                                      | D-2-73-121-8 Wikidata  | Wohnhaus |
| Unterer Markt 22 (Standort)               | Pfarrhof, ehemaliges Stiftskapitelhaus                                                                                      | An die Kirche anschließender Bau in zwei Flügeln, Westteil mit Treppengiebel und Erkerturm, bezeichnet „1630“               | D-2-73-121-9 Wikidata  | weitere Bilder |
| Unterer Markt 23 (Standort)               | Zugehörige Reste der ehemaligen Marktbefestigung                                                                            | Spätmittelalterlich | D-2-73-121-10 Wikidata | Zugehörige Reste der ehemaligen Marktbefestigung                                                                            |
| Unterer Markt 24 (Standort)               | Katholische Pfarrkirche Heilig Geist, ehemalige Stiftskirche                                                                | Barocke Anlage, 1711/17, über mittelalterlichem Kern; mit Ausstattung                                                       | D-2-73-121-11 Wikidata | weitere Bilder |

### Altessing
| Lage                              | Objekt                                                    | Beschreibung | Akten-Nr.                        | Bild           |
| --------------------------------- | --------------------------------------------------------- | --- | -------------------------------- | -------------- |
| (Standort)                        | Abschnitt des Ludwig-Donau-Main-Kanals                    | Künstlich angelegte Wasserstraße zwischen Kelheim und Bamberg auf einer Länge von 173 km mit ehemals 100 Schleusen, zahlreichen wasser- und schifffahrtstechnischen Anlagen und Gebäuden zur Herstellung eines durchgehenden Wasserweges zwischen der Nordsee und dem Schwarzen Meer, 1836–45 von Heinrich Freiherr von Pechmann auf Veranlassung König Ludwigs I. von Bayern. | D-2-73-121-24                    | weitere Bilder |
| (Standort)                        | Brücke, Eisenfachwerk, Auflager und Anläufe aus Kalkstein | 1836–45, 1982 versetzt. | D-2-73-121-24 zugehörig Wikidata | weitere Bilder |
| Schellnecker Straße 31 (Standort) | Kirche St. Martin                                         | Frühgotische Chorturmanlage, Ausbau 1709/10; mit Ausstattung Ehemalige Kapelle St. Katharina, Anfang 17. Jahrhundert, profaniert Kirchhofummauerung, 17./18. Jahrhundert Tor, 16. Jahrhundert, ehemals beim Pfarrhof | D-2-73-121-14 Wikidata           | weitere Bilder |

### Oberau
| Lage                | Objekt              | Beschreibung                                           | Akten-Nr.              | Bild |
| ------------------- | ------------------- | ------------------------------------------------------ | ---------------------- | ---- |
| Oberau 2 (Standort) | Ehemaliges Gasthaus | Stattlicher Bau mit Krüppelwalmdach, bezeichnet „1882“ | D-2-73-121-15 Wikidata | BW   |

### Osterholzen
| Lage                     | Objekt             | Beschreibung                                             | Akten-Nr.              | Bild |
| ------------------------ | ------------------ | -------------------------------------------------------- | ---------------------- | ---- |
| Osterholzen 1 (Standort) | Zugehöriger Stadel | Bruchsteinmauerwerk, 19. Jahrhundert, Dach 1998 erneuert | D-2-73-121-23 Wikidata | BW   |

### Randeck
| Lage                                                     | Objekt                                                 | Beschreibung | Akten-Nr.              | Bild           |
| -------------------------------------------------------- | ------------------------------------------------------ | --- | ---------------------- | -------------- |
| Randeck 2a, 11 (Standort)                                | Vorburg der Burg Randeck, Wohnhaus, ehemalige Stallung | 15./16. Jahrhundert | D-2-73-121-18 Wikidata | BW             |
| Randeck 11 (Standort)                                    | Burgruine Randeck                                      | Hauptburg mit Bergfried in der Nordostecke, Resten des Palas im Osten, Tor an der Südseite, Resten der Ringmauer an der Nord- und Westseite, Graben an der Süd- und Ostseite, im Wesentlichen 13./14. Jahrhundert; vergleiche Ensemble Essing | D-2-73-121-16 Wikidata | weitere Bilder |
| Randeck 13, in der Vorburg (Standort)                    | Ehemaliger Zehentstadel                                | 15./16. Jahrhundert | D-2-73-121-17 Wikidata | BW             |
| Randeck 30, nördlich der Burg auf freiem Feld (Standort) | Katholische Kapelle St. Bartlmä                        | Im Kern wohl noch romanisch; sonst wahrscheinlich 15. Jahrhundert, mit Ausstattung | D-2-73-121-19 Wikidata | BW             |

### Schleuße Nr.4
| Lage                                                      | Objekt                                               | Beschreibung                                                                                 | Akten-Nr.               | Bild           |
| --------------------------------------------------------- | ---------------------------------------------------- | -------------------------------------------------------------------------------------------- | ----------------------- | -------------- |
| Ludwig-Donau-Main-Kanal; Nähe Main-Donau-Kanal (Standort) | Schleuse 4, Bestandteil des Ludwig-Donau-Main-Kanals | Kammerschleuse, Einfassung aus Kalkstein, 1836–45.                                           | D-2-73-121-20           | weitere Bilder |
| Ludwig-Donau-Main-Kanal; Nähe Main-Donau-Kanal (Standort) | Schleusenwärterhaus                                  | Eingeschossiger verputzter Massivbau mit flach geneigtem Satteldach, Rundbogenstil, 1836–45. | D-2-73-121-20 zugehörig | weitere Bilder |

### Schulerloch
| Lage                               | Objekt                                 | Beschreibung | Akten-Nr.              | Bild           |
| ---------------------------------- | -------------------------------------- | --- | ---------------------- | -------------- |
| Hammerberg; Schulerloch (Standort) | Pavillon, sogenannter Tempel der Natur | zweigeschossiger oktogonaler Zentralbau mit Glockendach und spitzbogigen Fenstern, bez. 1828; kleinerAussichtsturm, eingeschossiger, sechseckiger Zentralbau mit Zeltdach, 1. Hälfte 19. Jh.;vor der Schulerloch-Felsenhöhle. | D-2-73-121-21 Wikidata | weitere Bilder |

### Weihermühle
| Lage                     | Objekt     | Beschreibung          | Akten-Nr.              | Bild           |
| ------------------------ | ---------- | --------------------- | ---------------------- | -------------- |
| Weihermühle 4 (Standort) | Wegkapelle | 1692; mit Ausstattung | D-2-73-121-22 Wikidata | weitere Bilder |

## Ehemalige Baudenkmäler
In diesem Abschnitt sind Objekte aufgeführt, die früher einmal in der Denkmalliste eingetragen waren, jetzt aber nicht mehr. Objekte, die in anderem Zusammenhang – also z. B. als Teil eines Baudenkmals – weiter eingetragen sind, sollen hier nicht aufgeführt werden. Aktennummern in diesem Abschnitt sind ehemalige, jetzt nicht mehr gültige Aktennummern.

| Lage                               | Objekt   | Beschreibung                                                                    | Akten-Nr.             | Bild |
| ---------------------------------- | -------- | ------------------------------------------------------------------------------- | --------------------- | ---- |
| Essing Unterer Markt 19 (Standort) | Gasthaus | Zweigeschossiger Zweiflügelbau mit abgewalmtem Steilsatteldach, 17. Jahrhundert | D-2-73-121-7 Wikidata | BW   |